# Музей археологии и этнографии (Уфа)
Музей археологии и этнографии — государственный музей в Уфе при Институте этнологических исследований имени Р. Г. Кузеева Уфимского научного центра РАН, посвящённый археологии и этнографии Южного Урала. Основан в 1976 году при Институте истории, языка и литературы УНЦ РАН.
Музей располагается в Доме Е. А. Поносовой-Молло, памятника архитектуры и градостроительства начала XX века.

## История

Памятная табличка Р. Г. Кузееву в музее

Инициатором создания в Уфе академического Музея археологии и этнографии выступил известный учёный-этнолог, доктор исторических наук, член-корреспондент РАН Р. Г. Кузеев. Решение о его организации было принято 20 января 1976 года, и уже через несколько лет, в 1980 году Музей был открыт для посетителей.
С 1999 года Музей археологии и этнографии действует в составе Института этнологических исследований имени Р. Г. Кузеева Уфимского научного центра Российской академии наук (ИЭИ УНЦ РАН).

## Коллекция
Академический музей является хранилищем археологических, этнографических и антропологических коллекций, собранных во время научных экспедиций. В нём сосредоточены собрания по всем периодам древней и средневековой истории Южного Урала, в том числе знаменитая коллекция с находок с раскопок Филипповских курганов «Золото сарматов», накоплены ценные материалы по культуре и быту народов края.
В залах музея выставлено 5,5 тысяч экспонатов, всего в фондах хранилища насчитывается 240 тысяч экспонатов. Музейные коллекции являются базой для проведения фундаментальных археологических и этнологических исследований.
С 2012 года экспозиция Музея полностью доступна для всех пользователей интернета в формате 3D на официальном сайте Института этнологических исследований им. Р. Г. Кузеева УНЦ РАН.

Экспозиция «Золото сарматов»
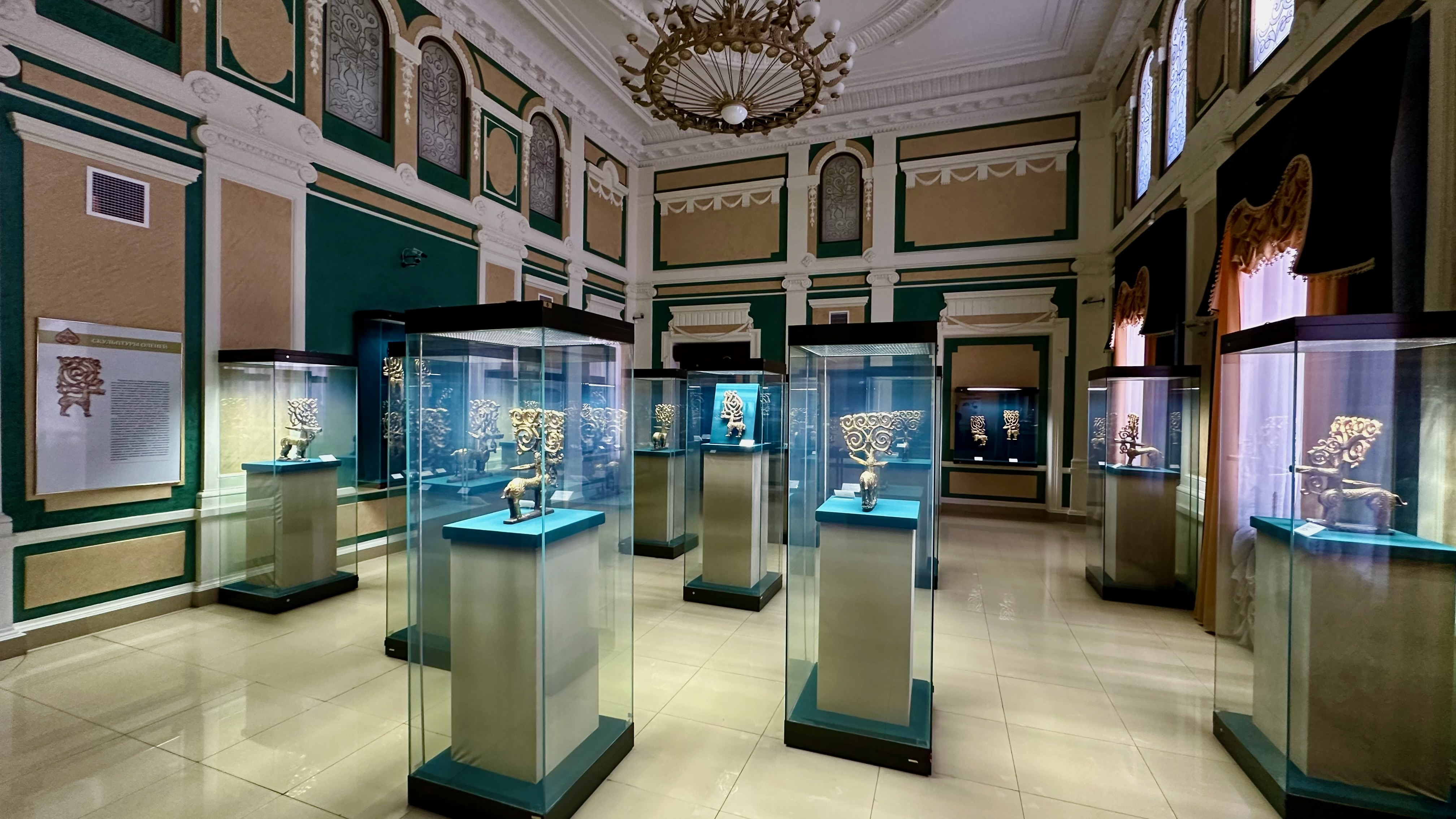
Зал с фигурами оленей
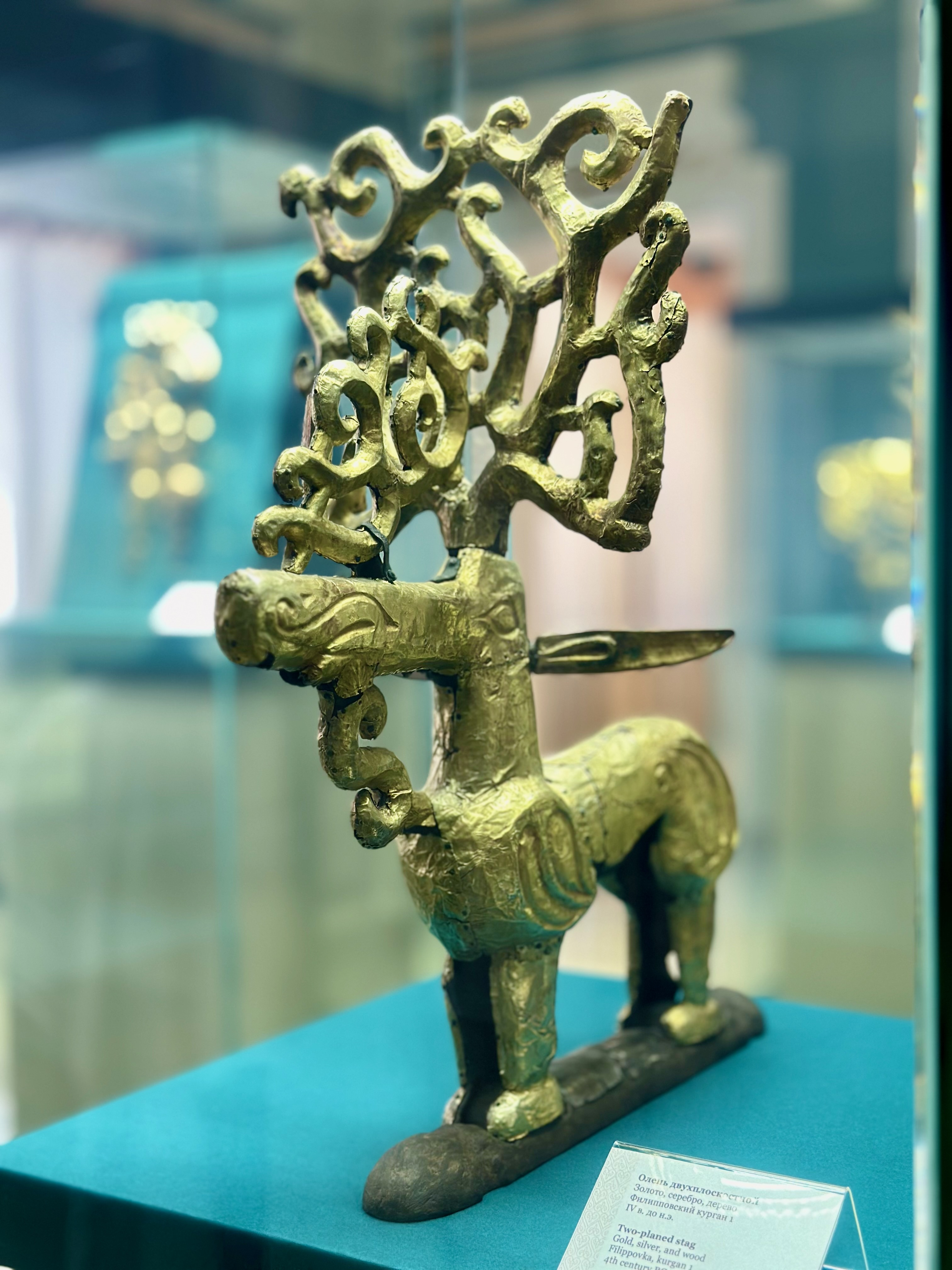
Объёмная фигура оленя
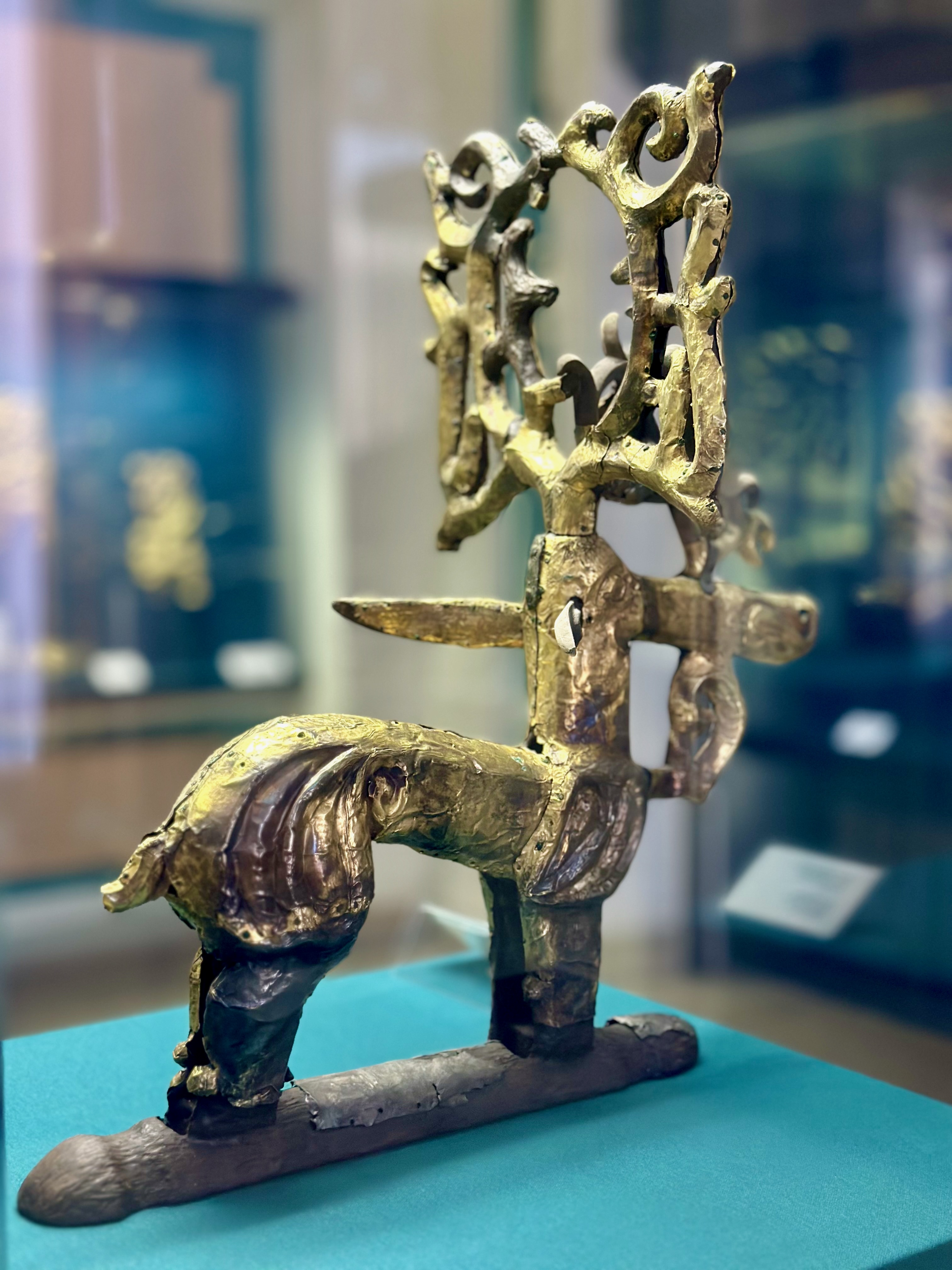
Объёмная фигура оленя
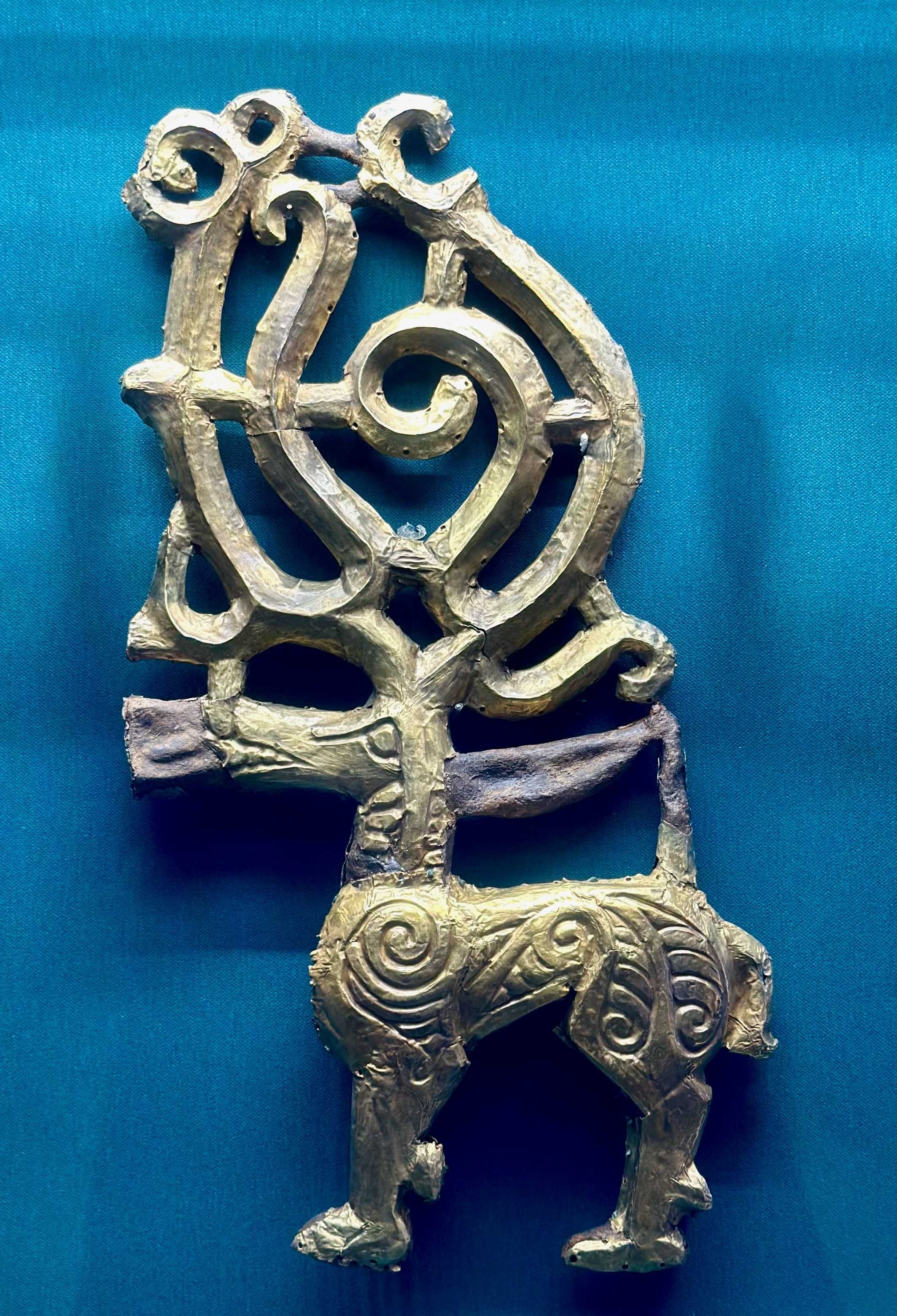
Плоская фигура оленя
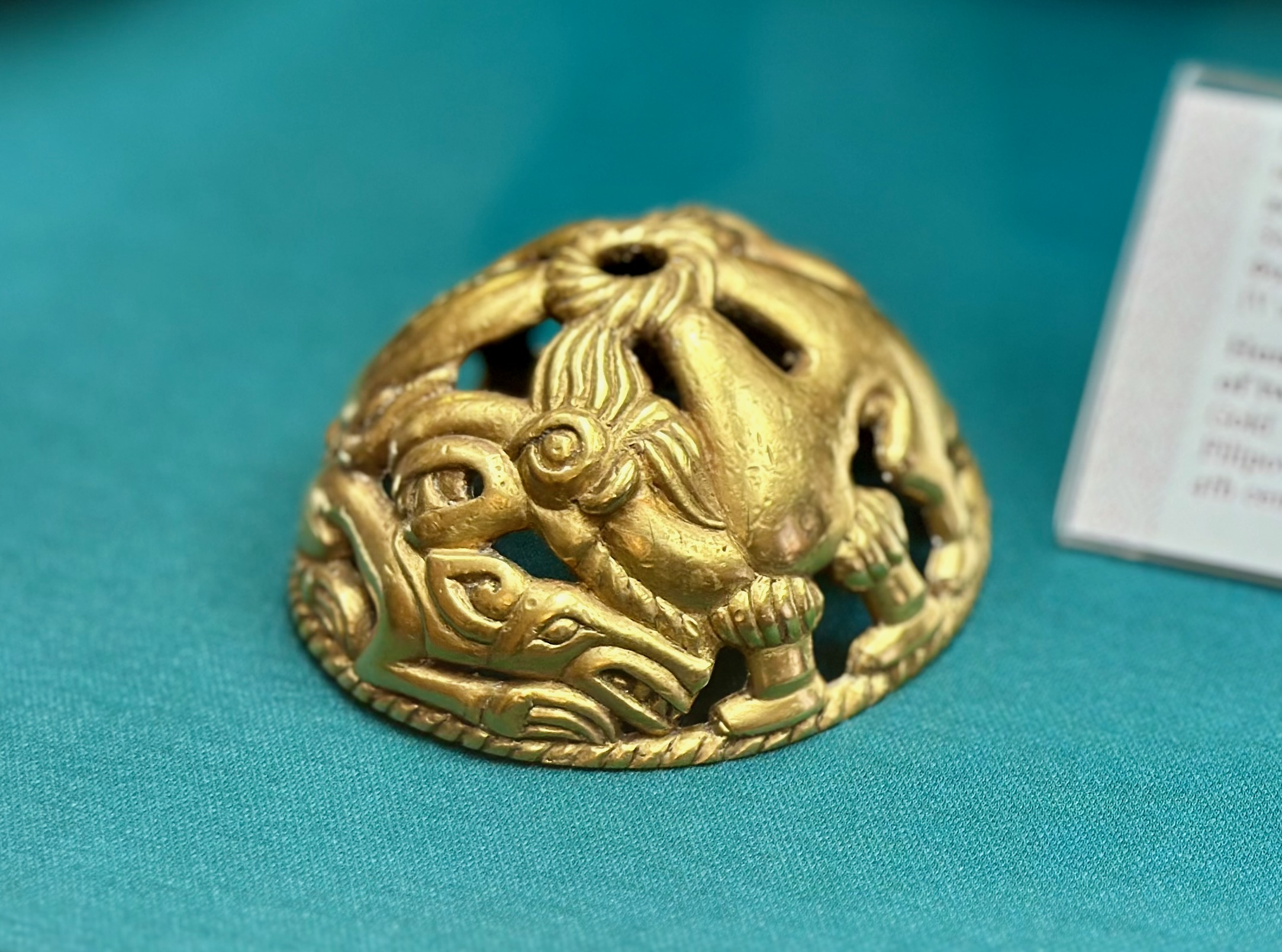
Полусферическое золотое украшение
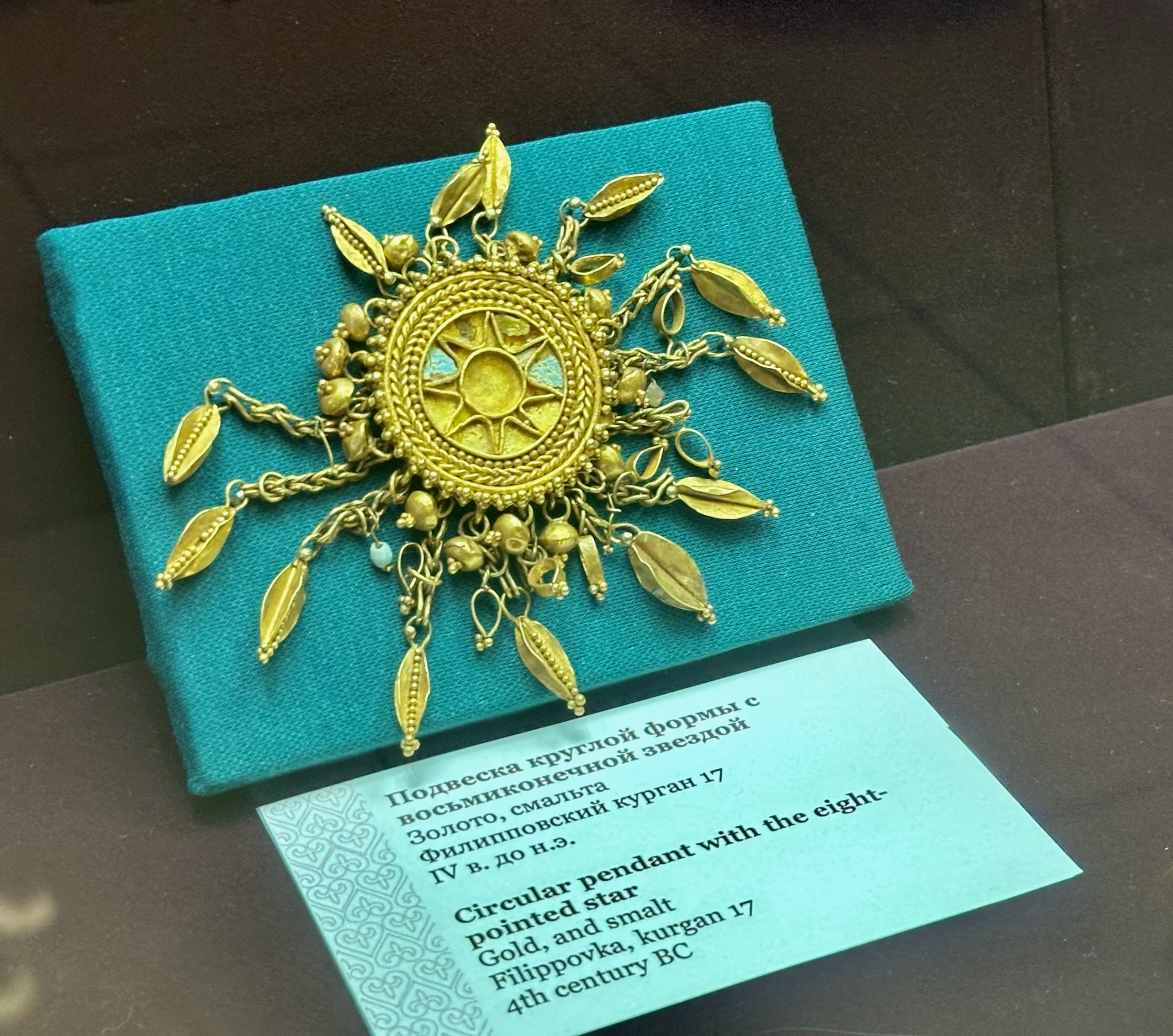
Золотая подвеска
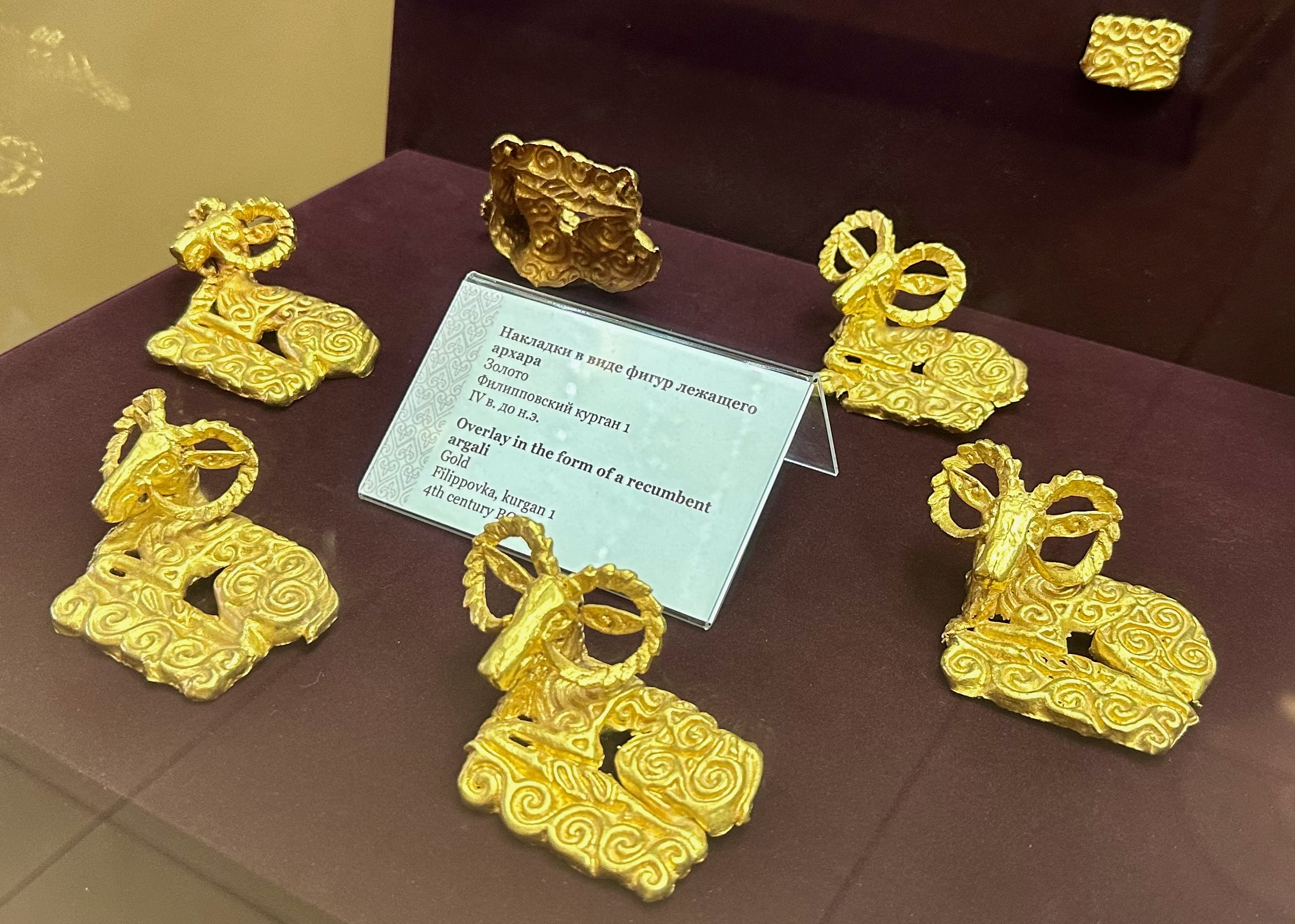
Золотые накладки в виде фигурок, изображающих лежащего архара

Этнологические и археологические экспозиции
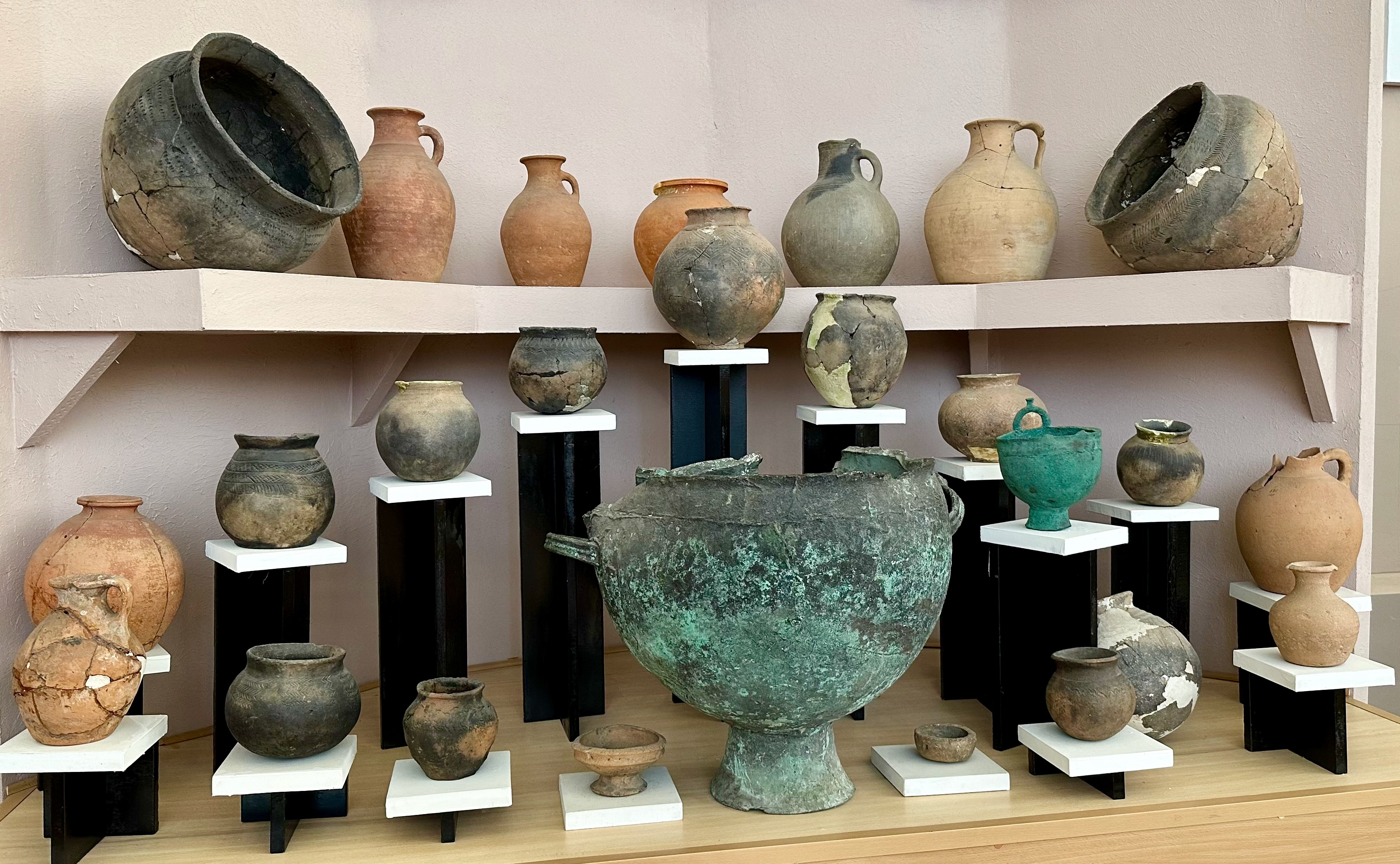
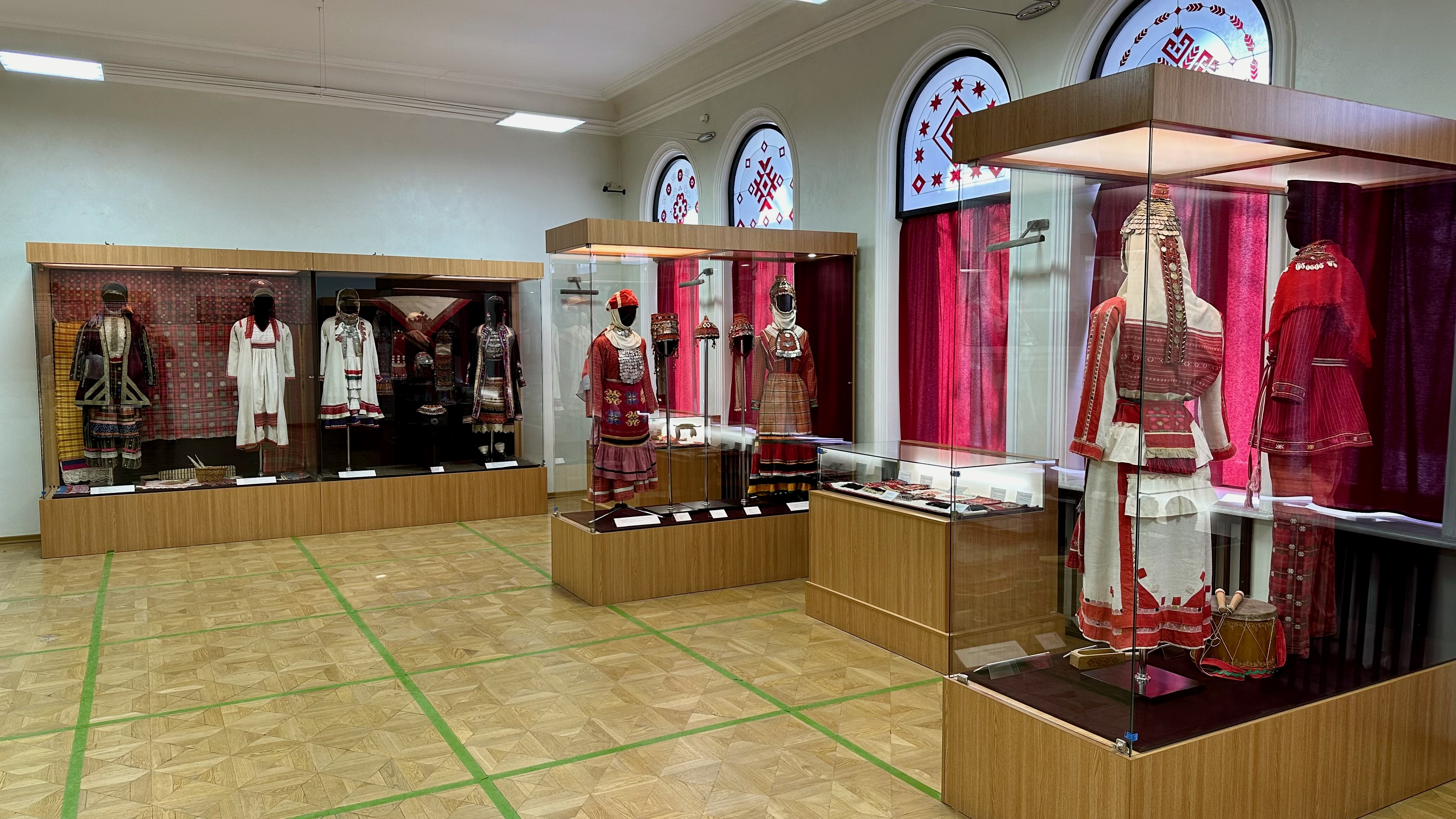
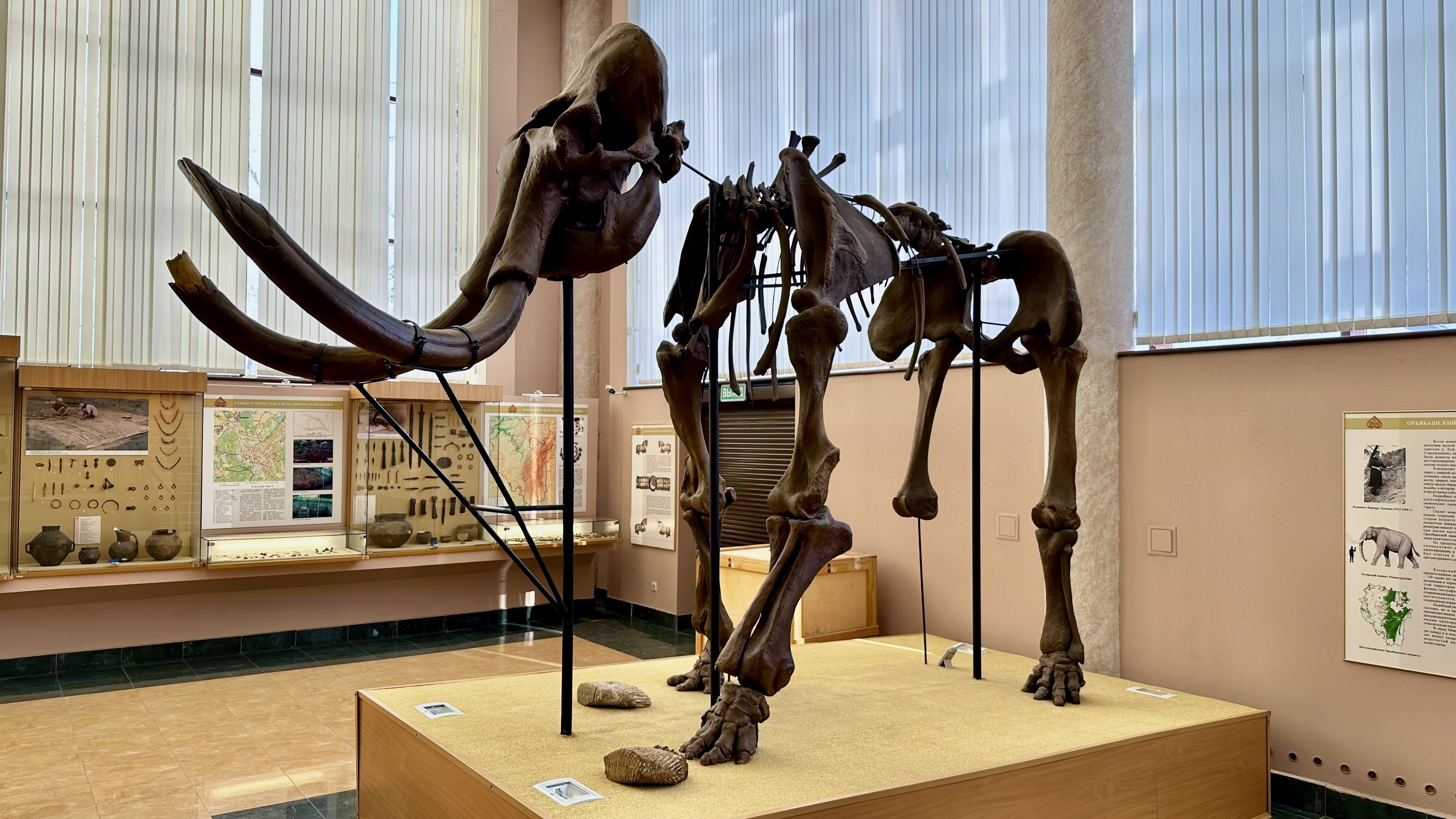
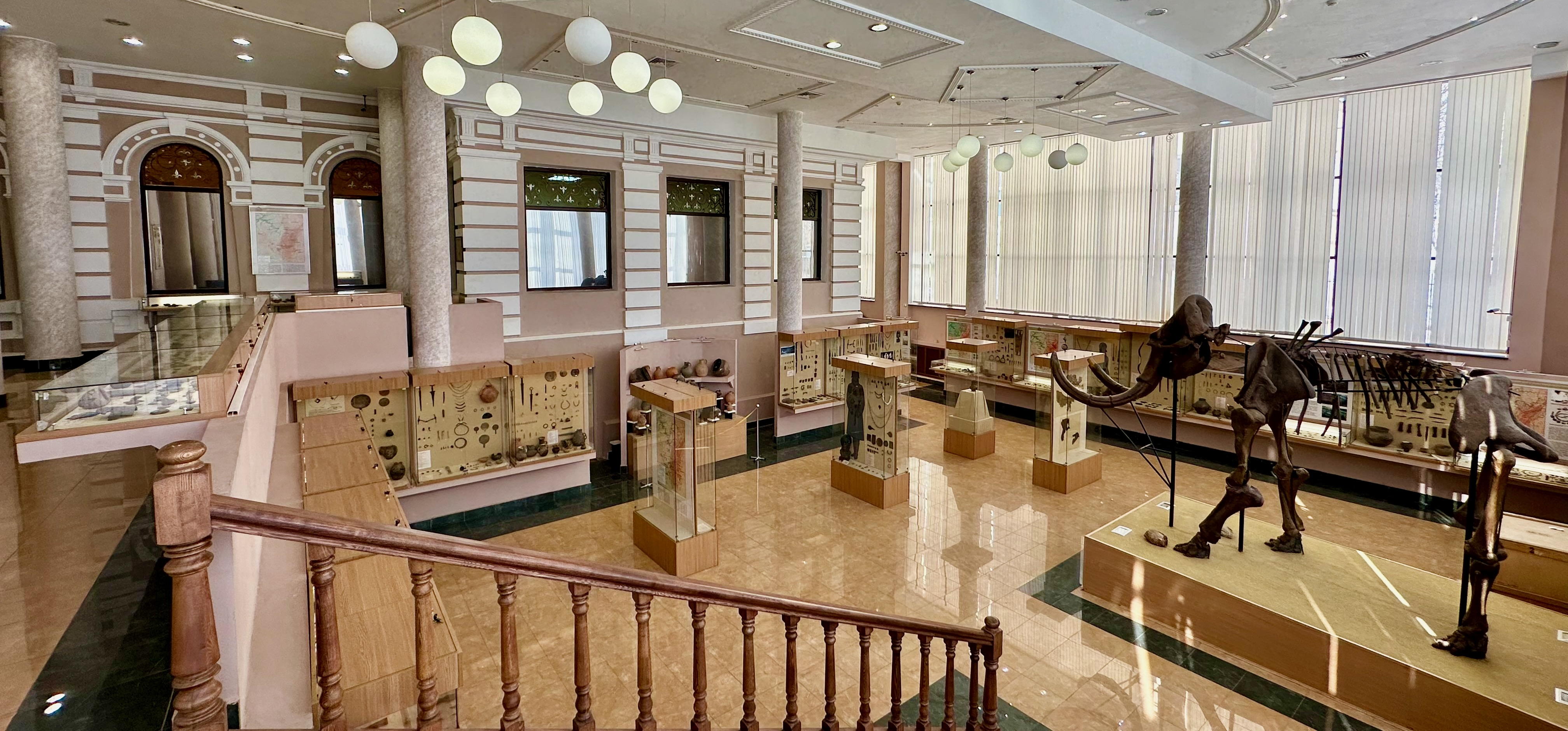
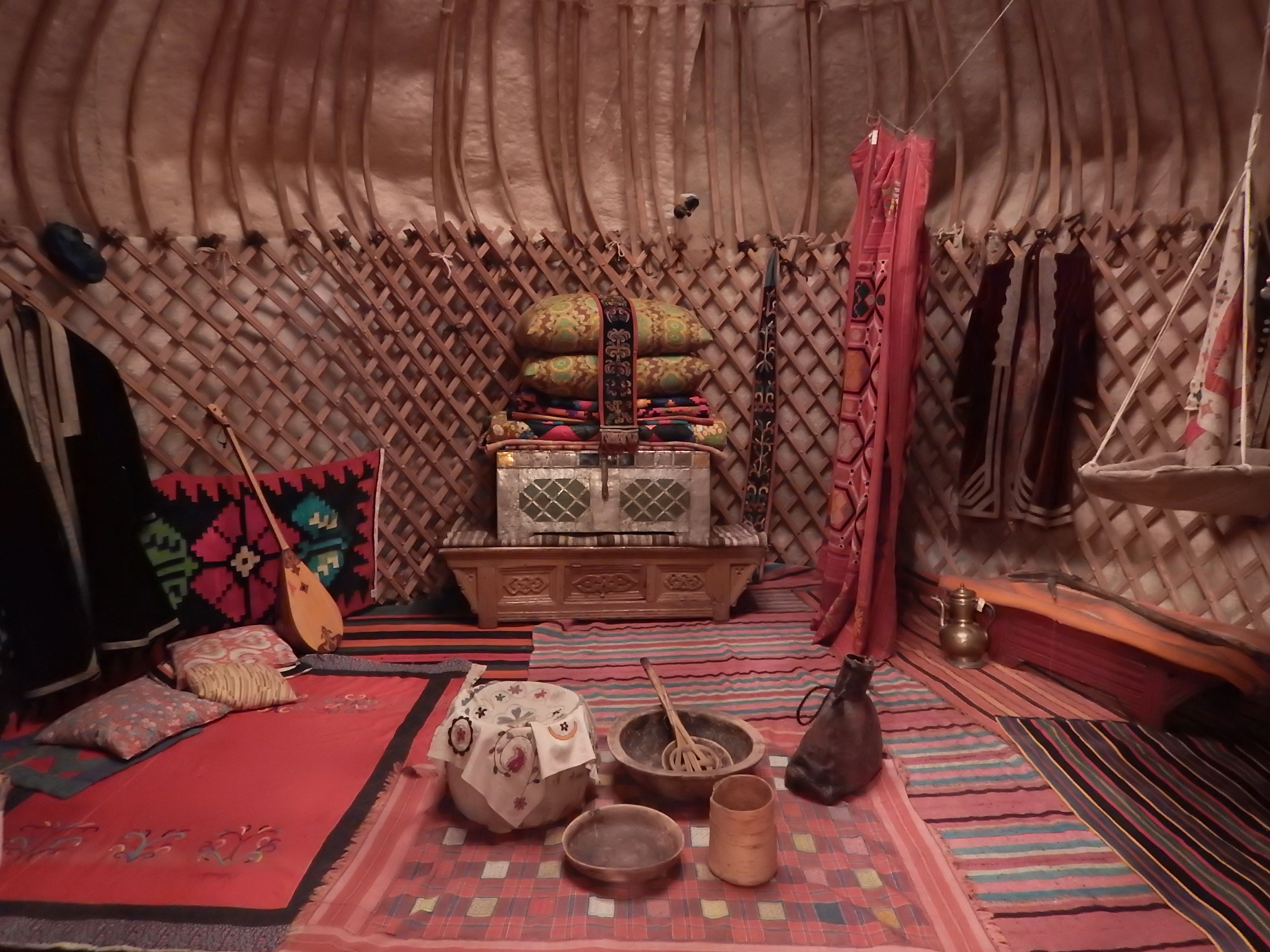
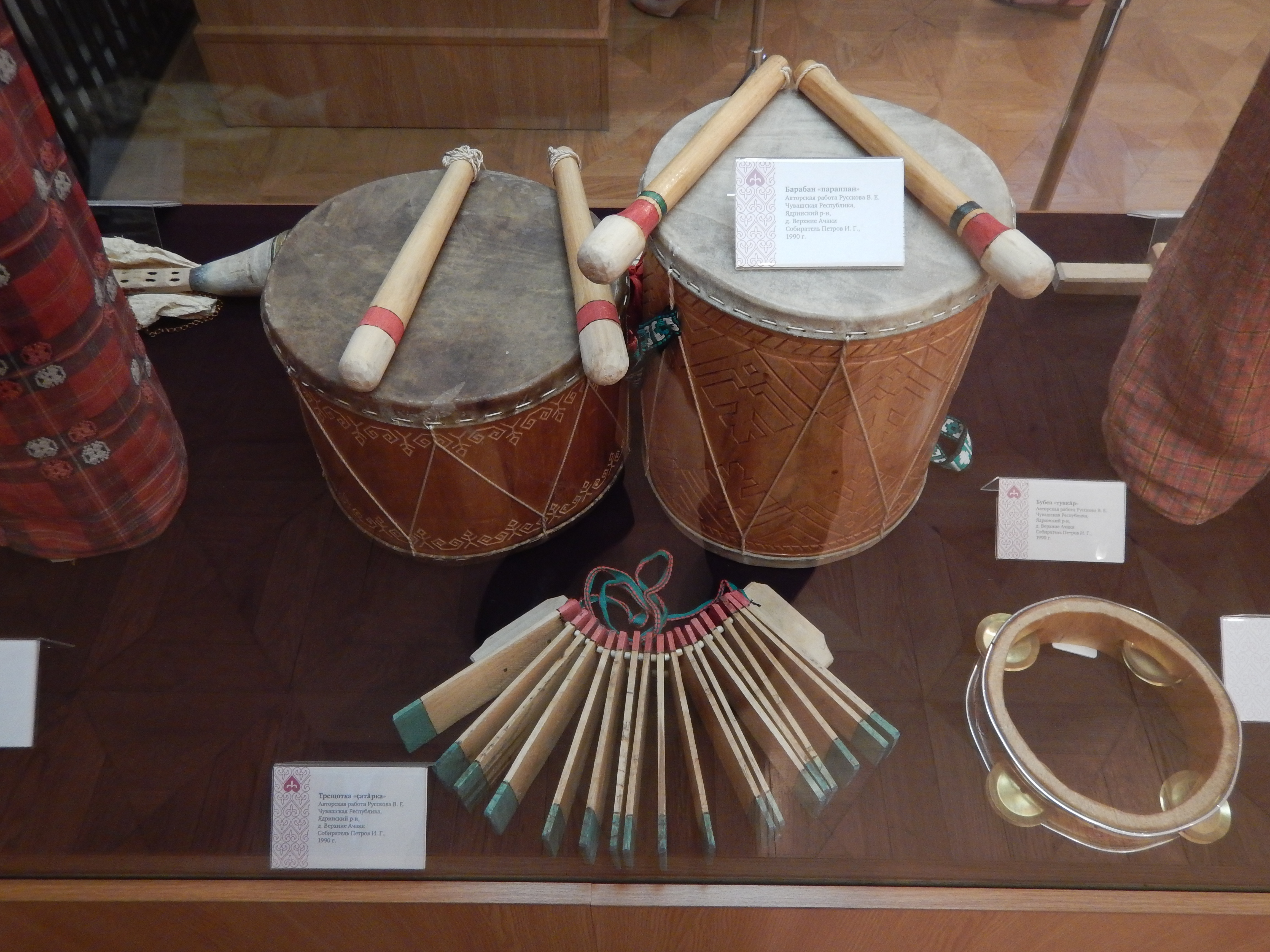
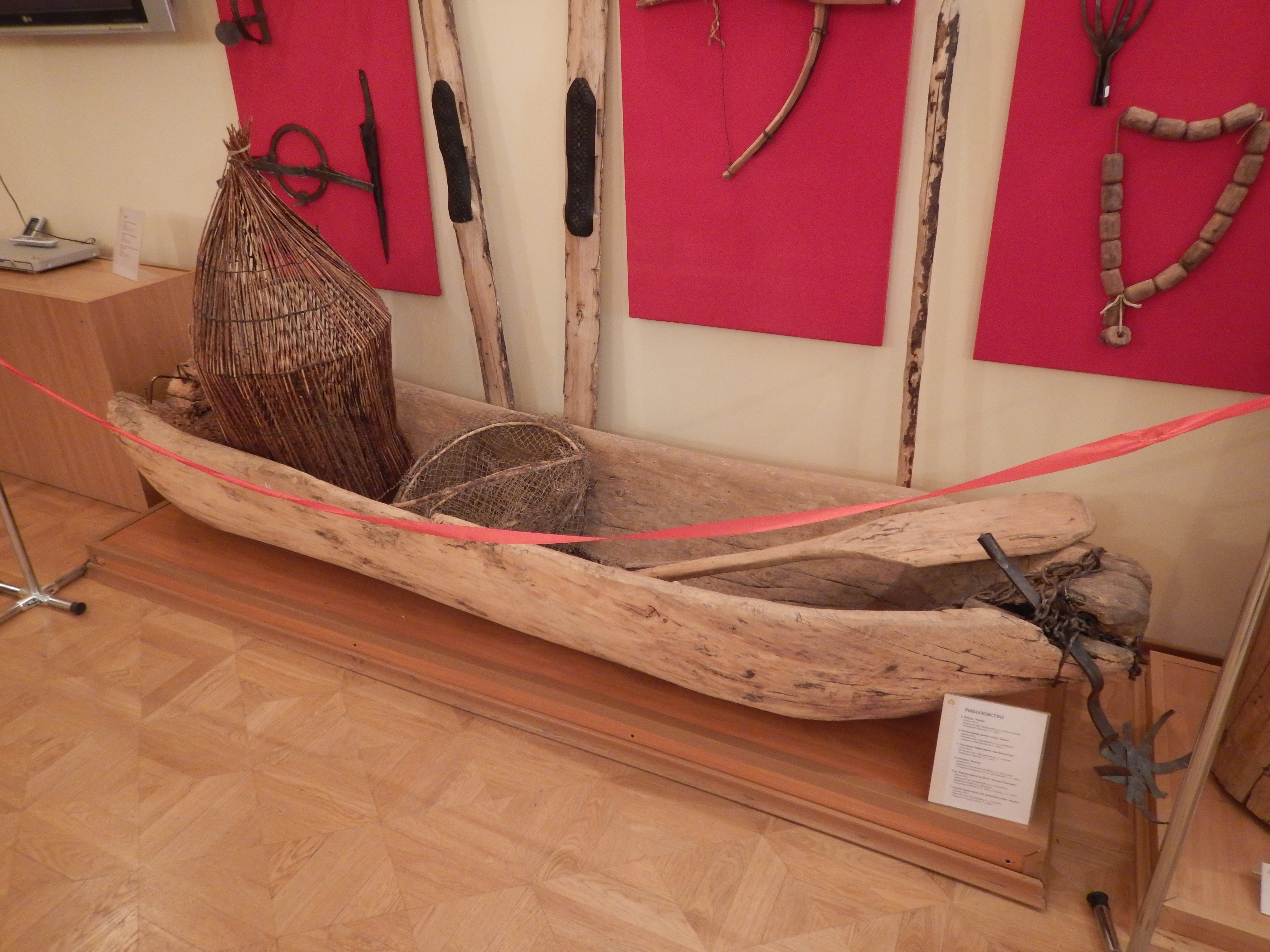